# Резолюція Ради Безпеки ООН 242
Резолюція Ради Безпеки ООН 242 — резолюція Ради Безпеки ООН за підсумками Шестиденної війни. Була прийнята одноголосно Радою Безпеки ООН від 22 листопада 1967 року на 1382-му засіданні.

## Суть Резолюції
У своїй Резолюції Рада Безпеки ООН зажадала виведення ізраїльських збройних сил з територій, окупованих під час конфлікту, закликав до негайного припинення всіх агресивних декларацій і всякого стану війни, до визнання суверенітету, територіальної цілісності та політичної незалежності усіх держав регіону, до визнання права кожного з цих держав жити в світі, маючи безпечні і визнані кордони, не піддаючись погрозам і насильству.

## Текст резолюції
Резолюція РБ ООН № 242 (1967)
 Рада Безпеки , 

 Висловлюючи  своє триваюче занепокоєння з приводу серйозного положення на Близькому Сході, 

 Підкреслюючи  неприпустимість придбання території шляхом війни і необхідність домагатися справедливого і міцного миру, при якому кожна держава в даному районі може жити в безпеці, 

 Підкреслюючи далі , що всі держави члени Організації Об'єднаних Націй, беручи Статут Організації Об'єднаних Націй, взяли на себе зобов'язання діяти відповідно до статті 2 Статуту, 

1.  стверджує , що виконання принципів Статуту вимагає встановлення справедливого і тривалого миру на Близькому Сході, який повинен включати застосування обох нижченаведених принципів: 

i) виведення ізраїльських збройних сил з територій, окупованих під час недавнього конфлікту, 

ii) припинення всіх претензій або станів війни та повагу і визнання суверенітету, територіальної цілісності і політичної незалежності кожної держави в даному районі і їх права жити в світі в безпечних і визнаних кордонах, не наражаючись загрозам силою або її застосування; 

2.  стверджує далі  необхідність: 

 A ) забезпечення свободи судноплавства по міжнародних водних шляхах в даному районі; 

 B ) досягнення справедливого врегулювання проблеми біженців; 

 C ) забезпечення територіальної недоторканності і політичної незалежності кожної держави в даному районі за допомогою заходів, що включають встановлення нейтральних зон, 

3.  просить  Генерального секретаря призначити Спеціального представника, який повинен виїхати на Близький Схід для встановлення і підтримання контактів із зацікавленими державами з метою сприяння досягненню угоди і підтримки зусиль, спрямованих на досягнення мирного і прийнятного врегулювання відповідно до положень і принципів цієї резолюції; 

4.  просить  Генерального секретаря як можна швидше повідомити Раді Безпеки про хід зусиль Спеціального представника.
 Прийнята одноголосно на 1382-му засіданні.  — 

## Голосування
| За (15) | Утримались (0) | Проти (0) |
| --- | -------------- | --------- |
| Велика Британія Республіка Китай США СРСР Франція Аргентина Бразилія Данія Канада Малі Нігерія Народна Республіка Болгарія Індія Ефіопія Японія |                |           |

## Тлумачення
Сьогодні, арабська позиція полягає в тому, що в резолюції міститься заклик до Ізраїлю піти зі всіх територій, окупованих ним у ході Шестиденної війни. Цей заклик висунутий в якості попередньої умови для початку мирних переговорів.
Незважаючи на це, Ізраїль і Йорданія уклали мирний договір згідно з яким Ізраїль залишився на Західному березі річки Йордан. Єгипет почав переговори з мирного врегулювання конфлікту, перш ніж Ізраїль вивів свої війська із Синайського півострова.
Ізраїль прийняв резолюцію, і трактує її як заклик до виведення з територій, в рамках мирних переговорів, включаючи повне дипломатичне визнання.
Масштаби виведення, на думку Ізраїлю, повинні бути визначені в результаті всебічних переговорів, які б привели до встановлення міцного миру, але не раніше, ніж араби почнуть виконувати свої зобов'язання відповідно до резолюції 242.
Прихильники «палестинської точки зору» зосередилися на фразі преамбули в якій підкреслюється «неприпустимість придбання території шляхом війни», і відзначають, що деякі, хоча й не робочі мови, переклади резолюції включають слова «з усіх територій». (Лише англійська та французька мови є в Секретаріаті ООН робочими мовами, а арабська, російська, іспанська та китайська мови є офіційними, але не робочими мовами).
Прихильники «ізраїльської позиції» зосереджують увагу на розпорядчій фразі, що вимагає «безпечних і визнаних кордонів», і відзначають, що в резолюції міститься заклик до виводу «з територій», а не «з усіх територій», вказуючи на відсутність у фразі «(i) Withdrawal of Israel armed forces from occupied territories in the recent conflict;» певного артикля «the» перед словом «territories». Вони також відзначають, що варіант резолюції з певним артиклем «the», запропонований арабськими країнами та їхніми союзниками, був відхилений, а сам артикль спеціально вилучено з остаточного проекту резолюції 242.
Як вказує заступник міністра закордонних справ Ізраїлю Даніель Аялон, навіть радянський представник в ООН Василь Кузнєцов, який боровся проти остаточного тексту резолюції, визнав, що резолюція дала Ізраїлю право «відвести свої війська тільки до тих позицій, які він вважатиме необхідними».

## Виконання вимог резолюції
Спочатку, частина арабського світу відкинула резолюцію 242. Зав'язані в конфлікті арабські країни на саміті в Хартумі (Судан) (29.08.67 — 01.09.67) прийняли декларацію, що увійшла в історію як "Три « ні»:
- Ні — миру з Ізраїлем!
- Ні — визнання Ізраїлю!
- Ні — переговорів з Ізраїлем![7][8]

Відповідно, Ізраїль також не виконав ту частину резолюції яка закликала його вивести свої війська з територій, окупованих в ході конфлікту, на тій підставі, що питання про вихід може бути розглянуто лише у контексті загального врегулювання, якого стосується пункт розпорядчої частини резолюції, а саме:
«… повага і визнання суверенітету, територіальної цілісності та політичної незалежності кожної держави в даному районі і їх права жити в світі в безпечних і визнаних кордонах, не піддаючись погрозам силою або її застосування».
Невиконання Ізраїлем вимог резолюції сприяє також той факт, що рішення Ради безпеки ООН носить лише рекомендаційний характер, т. к. винесено з посиланням на Главу VI Статуту ООН «Мирне вирішення спорів». В Статті 36 цієї глави, пункт 1, визначається коло повноважень Ради Безпеки при діях з цієї статті:
«Рада Безпеки уповноважується на будь-якій стадії спору, має характер, зазначений в статті 33, або ситуації подібного ж характеру рекомендувати належну процедуру чи методи врегулювання». 

### Мирний договір між Ізраїлем і Єгиптом
У 1978 році президент США Джиммі Картер запросив Анвара Садата і Менахема Бегіна на саміт в Кемп-Девід, щоб обговорити з ними можливість остаточного мирного договору.
Переговори проходили з 5 по 17 вересня 1978 року і закінчилися підписанням у Вашингтоні двох документів, озаглавлених «Принципи для підписання мирного договору між Єгиптом і Ізраїлем» і «Принципи миру на Близькому Сході»., в яких сторони зобов'язалися засновувати мирне врегулювання між Ізраїлем і всіма його сусідами на резолюції 242. 26 березня 1979 року Бегін і Садат підписали у Вашингтоні мирний договір між Ізраїлем і Єгиптом, що поклав край війні між двома державами і встановив між ними дипломатичні і економічні відносини.
За умовами договору Ізраїль повністю повернув єгипетській Синайський півострів — близько 65000 кв. км, на яких були вже побудовані військові аеродроми, готелі та розпочато видобуток нафти. Синай в 10 разів перевищувала за площею Юдею і Самарію разом узяті, він являв собою 91 % території, зайнятої Ізраїлем у 1967 році.

### Передача сектора Гази під контроль ПА
У 2005 році, в результаті «односторонього розмежування», проведеного прем'єр-міністром Аріелем Шароном, Ізраїль вивів війська з сектора Гази, ліквідувавши всі знаходилися там єврейські поселення, населення яких становило 8500 осіб. Також були зруйновані 4 поселення в північній частині Самарії. Контроль над сектором Газу прийняла Палестинська національна адміністрація.

## Див. також
- Резолюція Ради Безпеки ООН
- Генеральна Асамблея ООН
- Рада Безпеки ООН
- Резолюція Ради Безпеки ООН 338
- Хартумська резолюція